# Kinderbijslag
Kinderbijslag (ook genoemd kindergeld) is een sociale uitkering die wordt toegekend als men kinderen verzorgt en/of onderhoudt.

## Geschiedenis
De eerste kinderbijslag werd betaald in Frankrijk aan het einde van de negentiende eeuw. De bedoeling was om de inkomsten van gezinnen met lage lonen op te trekken zonder de lonen als dusdanig te verhogen. De volgende stap was de oprichting van compensatiekassen in 1918, eveneens in Frankrijk. De redenering achter de toepassing van een compensatieregeling was het loskoppelen van de kostprijs van een werknemer van zijn gezinssituatie. Zodoende kwam de discriminatie door de werkgever bij de selectieve aanwerving van personeel zonder kinderlast te vervallen.